# Đỗ Thanh Lâm
Đỗ Thanh Lâm (tiếng Trung: 杜青林; bính âm: Dù Qīnglín; sinh tháng 11 năm 1946) là chính khách nước Cộng hòa Nhân dân Trung Hoa. Ông từng là Bí thư Ban Bí thư Trung ương Đảng Cộng sản Trung Quốc, Phó Chủ tịch Ủy ban Toàn quốc Hội nghị Hiệp thương Chính trị Nhân dân Trung Quốc. Năm 2007 đến năm 2012, ông giữ chức vụ Trưởng Ban Công tác Mặt trận Thống nhất Trung ương Đảng Cộng sản Trung Quốc.

## Tiểu sử

### Thân thế
Đỗ Thanh Lâm sinh tháng 11 năm 1946, người Bàn Thạch, thành phố Cát Lâm, tỉnh Cát Lâm.

### Giáo dục
Năm 1988 đến năm 1992, Đỗ Thanh Lâm theo học hàm thụ chính quy chuyên ngành pháp luật khoa pháp luật tại Đại học Cát Lâm.
Năm 1994 đến năm 1996, ông theo học nghiên cứu sinh tại chức chuyên ngành kế hoạch và quản lý kinh tế quốc dân, Học viện Quản lý kinh tế thuộc Đại học Cát Lâm và đạt được học vị thạc sĩ kinh tế học.
Tháng 3 đến tháng 5 năm 1990, ông theo học lớp nâng cao cán bộ cấp tỉnh bộ tại Trường Đảng Trung ương.
Tháng 9 đến tháng 11 năm 2000, Đỗ Thanh Lâm tiếp tục theo học lớp nâng cao cán bộ cấp tỉnh bộ tại Trường Đảng Trung ương.

### Sự nghiệp
Tháng 7 năm 1964, Đỗ Thanh Lâm trở thành học viên lớp đào tạo cán bộ thanh niên Thành ủy Cát Lâm, tỉnh Cát Lâm rồi đội viên Đội công tác phong trào giáo dục xã hội chủ nghĩa huyện Thư Lan, huyện Liễu Hà, huyện Vĩnh Cát. Tháng 3 năm 1966, ông gia nhập Đảng Cộng sản Trung Quốc. Tháng 12 năm 1966, ông chuyển sang làm cán bộ Ban Tổ chức Thành ủy Cát Lâm, tỉnh Cát Lâm.
Tháng 1 năm 1968, Đỗ Thanh Lâm bắt đầu công tác tại Nhà máy chế tạo ô tô số 1 Trường Xuân (nay là Tập đoàn FAW).
Tháng 8 năm 1978, Đỗ Thanh Lâm được luân chuyển làm Bí thư Thành đoàn Cát Lâm, tỉnh Cát Lâm. Tháng 8 năm 1979, Đỗ Thanh Lâm được bổ nhiệm làm Phó Bí thư Tỉnh đoàn Cát Lâm rồi Bí thư Tỉnh đoàn Cát Lâm, Ủy viên Trung ương Đoàn.
Tháng 8 năm 1984, Đỗ Thanh Lâm được bổ nhiệm làm Phó Bí thư Thành ủy Trường Xuân. Tháng 5 năm 1985, ông được bầu làm Ủy viên Thường vụ Tỉnh ủy Cát Lâm và giữ chức vụ Trưởng Ban Tổ chức Tỉnh ủy Cát Lâm. Tháng 4 năm 1988, Đỗ Thanh Lâm được bổ nhiệm làm Phó Bí thư Tỉnh ủy Cát Lâm kiêm Bí thư Ủy ban Chính trị Pháp luật Tỉnh ủy Cát Lâm.
Tháng 2 năm 1992, Đỗ Thanh Lâm được luân chuyển làm Phó Bí thư Tỉnh ủy Hải Nam. Tháng 10 năm 1992, tại Đại hội Đảng Cộng sản Trung Quốc lần thứ XIV, ông được bầu làm Ủy viên dự khuyết Ban Chấp hành Trung ương Đảng Cộng sản Trung Quốc khóa XIV. Tháng 2 năm 1993, ông được bầu làm Chủ nhiệm Ủy ban Thường vụ Đại hội đại biểu nhân dân tỉnh Hải Nam. Tháng 9 năm 1997, tại Đại hội Đảng Cộng sản Trung Quốc lần thứ XV, Đỗ Thanh Lâm được bầu làm Ủy viên chính thức Ban Chấp hành Trung ương Đảng Cộng sản Trung Quốc khóa XV. Tháng 2 năm 1998, ông được bổ nhiệm giữ chức vụ Bí thư Tỉnh ủy Hải Nam kiêm Chủ nhiệm Ủy ban Thường vụ Đại hội đại biểu nhân dân tỉnh Hải Nam.
Tháng 8 năm 2001, Đỗ Thanh Lâm được điều lên trung ương làm Bộ trưởng Bộ Nông nghiệp. Ngày 14 tháng 11 năm 2002, tại Đại hội Đảng Cộng sản Trung Quốc lần thứ 16, ông tái đắc cử Ủy viên Ban Chấp hành Trung ương Đảng Cộng sản Trung Quốc khóa XVI.
Tháng 12 năm 2006, Đỗ Thanh Lâm được luân chuyển làm Bí thư Tỉnh ủy Tứ Xuyên. Tháng 1 năm 2007, ông được bầu kiêm nhiệm chức vụ Chủ nhiệm Ủy ban Thường vụ Đại hội đại biểu nhân dân tỉnh Tứ Xuyên.
Ngày 21 tháng 10 năm 2007, tại phiên bế mạc của Đại hội Đảng Cộng sản Trung Quốc lần thứ 17, Đỗ Thanh Lâm tái đắc cử Ủy viên Ban Chấp hành Trung ương Đảng Cộng sản Trung Quốc khóa XVII. Tháng 12 năm 2007, ông được bổ nhiệm giữ chức vụ Trưởng Ban Công tác Mặt trận Thống nhất Trung ương Đảng Cộng sản Trung Quốc, kế nhiệm Lưu Diên Đông. Ngày 13 tháng 3 năm 2008, Đỗ Thanh Lâm được bầu kiêm nhiệm chức vụ Phó Chủ tịch Ủy ban Toàn quốc Hội nghị Hiệp thương Chính trị Nhân dân Trung Quốc khóa XI nhiệm kỳ 2008-2013. Tháng 8 năm 2012, Đỗ Thanh Lâm được miễn nhiệm chức vụ Trưởng Ban Công tác Mặt trận Thống nhất Trung ương, kế nhiệm ông là Lệnh Kế Hoạch.
Ngày 14 tháng 11 năm 2012, tại phiên bế mạc của Đại hội Đảng Cộng sản Trung Quốc lần thứ 18, Đỗ Thanh Lâm được bầu làm Ủy viên Ban Chấp hành Trung ương Đảng Cộng sản Trung Quốc khóa XVIII. Sáng ngày 15 tháng 11 năm 2012, tại phiên họp toàn thể đầu tiên của Ban Chấp hành Trung ương Đảng Cộng sản Trung Quốc khóa XVIII, ông được bầu làm Bí thư Ban Bí thư Trung ương Đảng Cộng sản Trung Quốc.
Ngày 11 tháng 3 năm 2013, ông tái đắc cử chức vụ Phó Chủ tịch Ủy ban Toàn quốc Hội nghị Hiệp thương Chính trị Nhân dân Trung Quốc khóa XII nhiệm kỳ 2013-2018.